# Anthony Clemmons
Anthony Clemmons (Lansing, 15 agosto 1994) è un cestista statunitense naturalizzato kazako.

## Carriera
Cresciuto all'Università di Iowa State, nel 2016 comincia la sua carriera da professionista in Europa al BC Vienna mettendosi in mostra nella Bundesliga austriaca con una media di 18 punti a partita. Nel 2017 si trasferisce in Kazakistan, all'Astana per due stagioni, acquisendo anche la cittadinanza e esordendo con la nazionale kazaka. Le buone prestazioni gli valgono la chiamata del Monaco e nel Principato fa il suo esordio nelle competizioni europee giocando l’Eurocup. Nell'estate del 2020 va a giocare in Bosnia ed Erzegovina con l'Igokea, ed i balcanici sono la rivelazione della Basketball Champions League, e in 12 gare ha una media di 13 punti (47,9% da tre) e 3,5 assist. In Bosnia vince anche la coppa nazionale.
Il 28 luglio 2021 viene annunciato il suo passaggio alla Dinamo Sassari, in sostituzione del partente Marco Spissu, trasferitosi al UNICS Kazan .

## Statistiche

### College
| Anno      | Squadra           | PG  | PT | MP   | TC%  | 3P%  | TL%  | RP  | AP  | PRP | SP  | PP  |
| --------- | ----------------- | --- | -- | ---- | ---- | ---- | ---- | --- | --- | --- | --- | --- |
| 2012-2013 | Iowa St. Cyclones | 38  | 13 | 16,8 | 37,7 | 36,2 | 73,1 | 1,6 | 2,8 | 0,6 | 0,2 | 4,3 |
| 2013-2014 | Iowa St. Cyclones | 32  | 0  | 11,3 | 51,1 | 37,5 | 61,5 | 1,3 | 1,7 | 0,3 | 0,1 | 2,4 |
| 2014-2015 | Iowa St. Cyclones | 34  | 12 | 19,9 | 38,1 | 37,3 | 75,0 | 1,9 | 1,9 | 0,7 | 0,0 | 4,8 |
| 2015-2016 | Iowa St. Cyclones | 33  | 33 | 29,6 | 43,5 | 31,0 | 60,5 | 2,6 | 3,7 | 1,0 | 0,2 | 8,9 |
| Carriera  | Carriera          | 137 | 58 | 19,4 | 41,4 | 34,4 | 67,1 | 1,9 | 2,5 | 0,6 | 0,1 | 5,1 |

### Eurocup
| Anno      | Squadra      | PG | PT | MP   | TC%  | 3P%  | TL%  | RP  | AP  | PRP | SP  | PP   |
| --------- | ------------ | -- | -- | ---- | ---- | ---- | ---- | --- | --- | --- | --- | ---- |
| 2019-2020 | Monaco       | 16 | 7  | 23,6 | 46,4 | 37,7 | 72,1 | 2,7 | 2,4 | 1,8 | 0,0 | 10,6 |
| 2021-2022 | Türk Telekom | 14 | 12 | 27,5 | 43,3 | 45,0 | 84,4 | 3,2 | 3,5 | 1,4 | 0,1 | 12,1 |
| 2022-2023 | Bursaspor    | 19 | 19 | 32,5 | 43,4 | 36,4 | 71,7 | 2,6 | 4,1 | 1,1 | 0,2 | 12,1 |
| Carriera  | Carriera     | 49 | 38 | 28,1 | 44,3 | 39,0 | 75,9 | 2,8 | 3,4 | 1,4 | 0,1 | 11,6 |

## Palmarès
- Coppa di Bosnia ed Erzegovina: 1

Igokea: 2021